# Bosco di San Francesco
Il Bosco di San Francesco si trova ad Assisi, ai piedi della Basilica dedicata al Santo che nel XIII secolo abitò e predicò in queste terre, assieme ai suoi compagni, dando vita all'ordine francescano.
Nel 2008, il FAI - Fondo Ambiente Italiano ha acquisito grazie alla donazione di Intesa Sanpaolo 64 ettari dell'area, poi, nel 2011 in seguito a lavori di risistemazione e recupero, è stato aperto il bosco.

## Descrizione
I lavori di recupero del FAI, avviati nel 2010, hanno portato alla creazione di un percorso di visita che parte dalla Basilica di San Francesco e prosegue nel bosco, attraversando l'antico complesso benedettino di Santa Croce, di cui ancora oggi sono visibili i resti dell'ospedale, del monastero, della chiesa, del ponte, del mulino e di una torre-opificio.
Il percorso termina in una radura sulla vallata del Tescio, in cui spicca la Torre Annamaria, riportata alla luce dagli scavi archeologici, sede dell'opera di Land Art realizzata da Michelangelo Pistoletto chiamata "il Terzo Paradiso".